# Isa Knox
Isabella Knox, née Craig, nom de plume Isa, (17 octobre 1831 — 23 décembre 1903) est une poétesse, romancière, activiste féministe et écrivain écossaise de l'époque victorienne. 

## Biographie

### Jeunesse

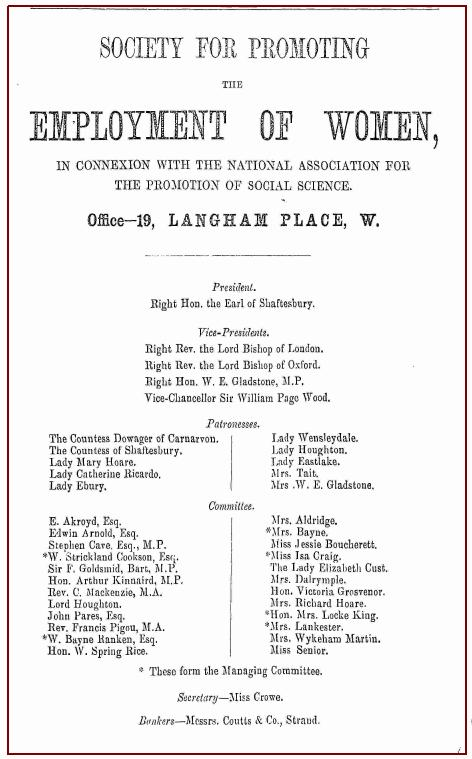
Avis apparaissant dans le Alexandria Magazine mentionnant « Miss Isa Craig », 1 mai 1864.

Isabella Craig est la seule enfant de John Craig, chausseur et gantier, et d'Ann Braick Craig. Elle naît le 17 octobre 1831 à Saint Cuthbert's, Édimbourg. Ses deux parents meurent pendant son enfance et elle est élevée par sa grand-mère. En raison de difficultés financières, elle est forcée de quitter l'école à dix ans. Elle poursuit son éducation en autodidacte, par l'étude approfondie des auteurs anglais classiques et contemporains.

### Début de carrière et activisme
Après avoir envoyé des poèmes à The Scotsman sous le pseudonyme Isa, elle est employée par le journal à partir de 1853. Elle est proche d'une autre figure féministe majeure, Bessie Rayner Parkes, rencontrée en 1856 dans le cadre de son travail avec The Waverley Journal, un magazine féminin d'Édimbourg. Quand celle-ci installe le journal à Londres en 1857, Knox la suit et devient l'une des premiers membres du personnel du mensuel qui est renommé English Woman's Journal.  
À Londres, elle est la première femme nommée secrétaire de la National Association for the Promotion of Social Science (en) et a occupé le poste, malgré le mépris public persistant en raison de son sexe, jusqu'à son mariage. Au début de sa carrière, elle est victime de discriminations en raison de ses origines modestes et de son identité écossaise.[réf. nécessaire]

### Ode primée
En 1859, Knox concourt pour un prix de 50 £ offert au Crystal Palace pour un poème du centenaire sur le poète écossais Robert Burns avec "On the Centenary of Burns: An Ode". Elle remporte le prix sur 621 candidats, parmi lesquels des personnalités littéraires telles que Frédéric William Henry Myers, Gerald Massey et Arthur Joseph Munby. Lors de la lecture du poème gagnant, elle est absente, ignorant avoir remporté le concours. Son poème est lu devant une foule enthousiaste de milliers de personnes au Crystal Palace qui réagit par une ovation, debout, et des cris pour que l'auteur apparaisse; son nom est prononcé  «Ésaü», le jury supposant que le gagnant ne pouvait qu'être un homme. 
Ce poème reste son œuvre la plus citée :  

« The land he trod

Hath now become a place of pilgrimage;

Where dearer are the daisies of the sod

That could his song engage.

The hoary hawthorn, wreathed

Above the bank on which his limbs he flung

While some sweet plaint he breathed;

The streams he wandered near;

The maidens whom he loved; the songs he sung;—

All, all are dear »

En 1863, la réduction des exportations de cotons dues aux guerres civiles américaines plonge les usines et les ouvriers dans de graves difficultés. Pour récolter des fonds et leur venir en aide, Knox édite un volume de poèmes Poems: An Offering to Lancashire. Parmi les contributeurs figurent la poétesse Christina Rossetti. 
Elle collabore avec Charles Kingsley, W. Holman Hunt, Elizabeth Gaskell et Thomas Hughes à The Reader, une revue hebdomadaire de littérature, d'art et de science, récemment publiée à Londres. 

## Engagement féministe
Elle quitte l'association pour la promotion sociale après son mariage mais continue sa carrière littéraire et contribue à l'avancement des femmes au cours de la période victorienne, en publiant de nombreux ouvrages visant spécifiquement à promouvoir l'éducation des femmes et en se joignant à de nombreuses organisations visant ce même objectif, comme le cercle nouvellement formé des Ladies de Langham Place, un groupe de femmes privilégiées qui espèrent ouvrir l'accès à plus de professions aux femmes.  
En plus de travailler en tant que précurseur pour l'avancement du suffrage féminin en Angleterre, Knox est également une anti-esclavagiste. Elle publie de nombreux poèmes sur le sujet de l'esclavage et traite le sujet dans d'autres ouvrages en prose, dont The Essence of Slavery, extrait de « A Journal of a Residence on a Georgian Plantation », de Frances Ann Kemble (1863) et Easy History for Upper Normes (1884). 

### Fin de carrière
Knox publie des articles dans le Fraser's Magazine, Good Words et le Quiver, édite pendant quelque temps l'Argosy, un magazine de voyages et de nouvelles, et publie quelques volumes de poèmes et d'histoires pour enfants. Elle écrit de nombreux poèmes, articles de journaux et critiques dans la dernière moitié de sa carrière, mais la plupart sont peu connus. Ses poèmes portent sur des thèmes tels que la nature et ses changements, la terre comme cadeau de Dieu et le temps qui passe. Nombre de ses œuvres ne lui ont jamais été attribuées. 
Isa Knox meurt à Brockley dans le Suffolk, le 23 décembre 1903. Elle est inhumée à Lewisham.          

## Œuvre (extraits)
- Poèmes: une offrande au Lancashire (en tant qu'éditeur) (1863)
- Poèmes d'Isa (1866)
- L'essence de l'esclavage (1863)
- Duchesse Agnes, un drame et d'autres poèmes (1864)
- Chants de consolation (1874)
- Esther West (1870 ; 6e édition. 1884)
- L'histoire de Little Folk en Angleterre (1872)
- Le bon Samaritain (1872)
- Contes sur les paraboles (deux séries, 1872-1877)
- L'héritage de Peggy Ogilvie (1880)
- Les demi-sœurs (1881)
- En devoir (1881)
- Le Vicariat de Deepdale (1884)
- Histoire facile pour les normes supérieures (1884)[6]
- Notre maison d'été (1888)
- Tenez bon à vos dimanches (1889)
- Sélection de Poèmes de Mme Knox (édité par Alexander Hay Japp) (1892)

### Vie privée
Elle épouse le 17 mai 1866 son cousin, John Knox, un marchand de fer londonien, à l'église St.John's, Deptford à Lewisham. Ils ont une fille, Margaret, née le 25 juillet 1869. La famille, y compris le frère aîné de John, William, un comptable travaillant également dans le commerce du fer, et un domestique habite au 13 South Hill Park, à Hampstead (Kent). Dix ans plus tard, ils s'installent au 86 Breakspears Rd à Deptford (Londres).  